# Cavernulicolaceae
Cavernulicolaceae, porodica crvenih algi smješten u vlastiti red Cavernulicolales. I red i porodica su opisani 2023. Postoje tri priznate vrste unutar tri monotipična roda.

## Rodovi
1. Cavernulicola H.S.Yoon, S.I.Park, D.E.Bustamante, M.S.Calderon & A.Mansilla 1
2. Gronococcus H.S.Yoon, S.I.Park & C.Ciniglia 1
3. Sciadococcus H.S.Yoon, S.I.Park, T.-Y.Huang & s.-L.Liu 1